# Hat, Bereg
Hat (în ucraineană Гать, maghiară Gát) este localitatea de reședință a comunei Hat din raionul Bereg, regiunea Transcarpatia, Ucraina.

## Demografie
Componența lingvistică a localității Hat
     Maghiară (94,2%)
     Ucraineană (5,45%)
     Alte limbi (0,31%)
Conform recensământului din 2001, majoritatea populației localității Hat era vorbitoare de maghiară (94,2%), existând în minoritate și vorbitori de ucraineană (5,45%).